# 光元東伯
光元 東伯（みつもと とうはく、安政3年6月17日（1856年7月18日）－ 明治43年8月16日（1910年8月16日））は、江戸時代末期から明治時代の人物。岡山県久米南条郡龍山村（現在の岡山県久米郡久米南町）の村長。溜め池の築造や道路の改良など地域の発展に尽くした。諱（いみな）は義賢（よしかた）。

## 人物・生涯
- 美作国久米南条郡中籾外3ヶ村戸長光元東伯氏は、年来の戸長に加えて、部内において貧民が困苦すれば私財から貸与し、返金しても利子を受けとらず、返済期限を延長することも度々あった。いろいろとあるが中でも、米、穀物、金銭、労務などの訴訟については大概同氏の説諭（話して聞かせること）でまとまるから、いわゆる公事費（裁判費用）なども大いに省けるので、部内の民の人望も少なくなかった。（明治22年（1889年）1月26日）

## 溜め池の築造等

### 新池の築造
- 光元東伯氏は数年来ふたつの村益となるべきものを計画中であり、ひとつは岡山から津山に通じる一等県道である神目村から別所、下籾、中籾、上籾4ヶ村の坂道（現岡山県道375号上籾神目停車場線）を経由して、久米北条郡堺村字今宮に通じる一等里道を改修し、荷車運輸の便を図ろうとすること、もうひとつは、大きな溜め池を新築し、既存の田の干ばつの憂いをなくすことだけでなく、数町歩（数万平方メートル）の新田を開墾することであった。さて、折しもこのうちどちらを優先すべきか悩んでいるときに、昨年発布された町村制度について4ヶ村を合併しさらに龍山村と名付けようとする有志者が去る1月3日に中籾村赤木伝蔵氏方で、会員132人にて親睦会を開いた際、その席上において、東伯氏は「道路改修と溜め池新設のどちらを優先しようか」と談話したところ会員は「どちらも急務だが数多の収穫を得ることが必要だ」ということに話がまとまったので、溜め池の新築工事を立ち上げることとなった。ついては、東伯氏の所有地にして下籾村字舟木谷に数町歩の溜め池を築造できる場所もあるから、これから新たに起工するための願書をその筋へ提出することに確定した。（明治22年（1889年）1月26日）

### 整地碑
久米南町別所に先人たちの遺業を称えた整地碑があり、その中に東伯の名も刻まれている。碑文中、耕地整理組合の設立が明治43年とあるのは、東伯の最晩年にあたり、また上述の新聞記事から明治23年の誤記か。
| 整地碑 当地ハ高原地帯デ水利ニ恵マレズ耕地ハ別所池ヲ水 源トスル其下流ノ良田ト谷間ノ湿田トデ其他ハ僅カ ノ常時旱害田ヤ畑地デアッタ仍テ先覚者光元東伯氏 ノ示唆ニ依リ明治四十三年耕地整理組合ヲ設立シ縣 当局ノ設計ニ基キ舟木谷勝田坂ノ両溜池ヲ新設シ地 下ヲ切ツテ承水溝ヲ儲ケ畑山林ヲ開イテ新田二十余 町歩ヲ作リ尚旧田ヲ改良シ用排水溝ヤ道路ヲ新設シ タ其多額ノ経費ノ負担ト組合員協心努力ノ結果実ニ 地形改マル偉業ヲ完成シタ茲ニ先輩諸氏ノ偉徳ヲ偲 ビ碑ヲ建テテ後世ニ伝ヘル 時紀元二千六百十年 昭和廿五年 |  |
| --- |  |

### 道路の改良
- 道路改良の挙　久米南条郡龍山村村長光元東伯氏は地方有志の寄付金を募集し、同郡神目村より志呂神社へ通じる道路敷地を買い入れて、かねて新設工事中のところ去る7月31日をもって完成し、車馬通行において大変便利になった。なお、引き続き龍山村より久米北条郡へ至る道路5～6里（約19km～23km）余りを二間半（約4.5m）に改修し、おおいに通行の便を図ろうと計画中であるとのこと。（明治24年（1891年）6月16日）

## 岸田吟香との親交
- 実業家として知られる岸田吟香の伯母（祖父岸田助左衛門の長女）壽（とし、寿）が東伯の祖父弁次郎義榮（べんじろうよしひで、辨次郎、弁治良、屋号は乢（たわ））に嫁いだ縁で、特に親しかった。なお、弁治郎は弘化4年3月（1847年4月）下籾村庄屋として記録が残っている。
- 吟香が19歳で江戸に出ようとしたとき、長男であることを理由に両親から強く反対されていたが、東伯の父吉左衛門義謙（よしかね）が旅出させた。
- 安政２年（1855年）初冬22歳のとき、吟香は持病の脚気が悪化し失意のうちに帰郷したが療養は光元家に奇寓して行った。一年後病が癒えて再び江戸を志すものの、両親の許しが出ず、伯父弁次郎の執り成しでなんとか大坂までの許しが出た。
- 吟香は生涯恩を忘れず、吉左衛門や東伯を東京に招いて歓待したり、東京日日新聞や目薬「精錡水」を終始送ってきたという。
- 東伯は東京銀座の吟香の自宅で伊藤博文と3人で会食したことを長女茂野によく話していた。
- 明治30年（1897年）吟香が津山に戻ってきた際、東伯、茂野とともに津山の「むさしの旅館」に滞在した。
- 明治37年（1904年）吟香は光元弥兵衛當孝（宗家（屋号は正家（かみや）））の碑銘を揮毫している。

## 年譜
- 安政3年6月17日（1856年7月18日）美作国久米南条郡別所村（現岡山県久米郡久米南町別所）父吉左衛門義謙、母ちえの長男として生まれる。
- 明治11年2月（1878年2月）備中国阿賀郡宮地村（現岡山県真庭市宮地）美甘吾一郎の二女ためと入籍。
- 明治11年11月5日（1878年11月5日）22歳。家督を相続する。
- 明治11年12月4日（1878年12月4日）別所村戸長に任命される。
- 明治11年12月24日（1878年12月24日）第17中学区習慣小学校長兼務を命ぜられる。
- 明治16年2月26日（1883年2月26日）26歳。別所村、下籾村、中籾村、上籾村４ヶ村の戸長に任命される。（準十七等、月俸金十円）
- 明治19年2月10日（1886年2月10日）29歳。盗賊により役場から徴税金百六十円を奪い去られたため、職務上の責任を問われ、戸長を免職された。
- 明治19年10月31日（1886年10月31日）30歳。再び４ヶ村の連合戸長に任命される。（准判任官九等、月俸金十二円）
- 明治21年12月14日（1888年12月14日）32歳。土地調査（土地台帳・切図作成）の報償として、金三円を給される。
- 明治22年6月1日（1889年6月1日）明治21年の町村制施行に伴い、4ヶ村が合併し龍山村となる。5月30日で戸長の職は廃止された。
- 明治22年7月24日（1889年7月24日）33歳。龍山村長に任命される。（給料七円）。
- 明治22年8月20日（1889年8月20日）戸長職の廃官に就き、俸給の三ヶ月分（金四十二円）を給される。
- 明治26年7月24日（1893年7月24日）37歳。満期により村長を退職。
- 明治43年8月16日（1910年8月16日）54歳。午前0時10分死亡。

## 家系
光元氏は戦国時代の絵師土佐光元（とさ みつもと）の子五郎左衛門が美作国に下向し、子をなして同地に留まることにしたものの、世をはばかり土佐を謂わず父の諱をもって氏としたことに始まると伝えられる。土佐光元は南北朝時代から戦国時代にかけて絵所預を多く輩出した土佐派（藤原行光以降家系と画系が一致）の絵師であり、菊千代（きくちよ）、藤満丸（とうみつまる）、女子（狩野光信室）の３人の子がいたことがわかっているが、老齢の父土佐光茂（とさ みつもち）が弟子の玄二（土佐光吉（とさ みつよし））に孫3人の養育を託してから後の遺児に関する資料は極めて少ない。永禄12年（1569年）8月に土佐光元が木下秀吉の但馬攻めに加わり陣没した時点で元服をしていないことから、菊千代はこのとき10歳に満たないほどの年齢であり（土佐光元は11歳で元服している）、藤満丸はさらに年少となる。その後、土佐家文書（土佐文書）に天正3年（1575年）から天正10年（1582年）にかけての年貢の配当についての文書において、このとき光吉が健在であったにもかかわらず、土佐宗忠という人物に宛てられていることから、土佐宗忠はすなわち嫡子の菊千代で、藤満丸が長じて五郎左衛門を名乗ったと考えられる。岡山県立図書館記録資料館所蔵『久米南条郡別所村光元家資料』によると、明暦元年8月（1655年）から庄屋又兵衛、貞享4年（1687年）11月22日から庄屋弥兵衛の文書が残されており、以後明治維新まで当主は代々弥兵衛を襲名した。

### 乢光元家系
1. 幸助　　　（宝永7年（1710年）－天明4年12月4日（1785年1月14日）行年75歳）
2. 吉次郎　　（　　　　　　　　　　　　　　　　　　　　　　　　　　　行年72歳）
3. 重治郎義真（宝暦13年（1763年）－文化3年9月18日（1806年10月29日）行年43歳）
4. 弁次郎義榮（寛政３年（1791年）－元治元年（1864年）行年73歳）
5. 吉左衛門義謙（文政11年3月28日（1828年5月11日）－明治40年2月21日（1907年2月21日）行年78歳）
6. 東伯義賢（安政3年6月17日（1856年7月18日）－ 明治43年8月16日（1910年8月16日）

### 父母
- 父：吉左衛門義謙
- 母：ちえ（天保5年4月23日（1834年5月31日）－明治39年9月12日（1906年9月12日））美作国大庭郡湯本村（現岡山県真庭市湯原温泉）郡長 美甘左馬次 長女

### 配偶者
- 妻：ため（安政6年2月14日（1859年3月18日）－明治39年12月4日（1906年12月4日））備中国阿賀郡宮地村（現岡山県真庭市宮地） 美甘吾一郎 二女

### 子
1. 長女：茂野（難波）
2. 二女：美香（神崎）
3. 三女：壽賀（飯島）
4. 四女：梅代（中西）
5. 長男：正伯
6. 二男：博（大庭郡神湯村大字湯本美甘藏太郎と養子縁組）
7. 三男：敏男
8. 五女：美子（8歳没）
9. 六女：須美子（西山）